# دهان‌کاغذی سفید
دهان‌کاغذی سفید (نام علمی: Pomoxis annularis) نام یک گونه از سرده دهان‌کاغذی است.